# 紀美人 (唐憲宗)
纪美人（?—?），名失考，為中國古代唐朝皇族女性，唐宪宗李纯的妾室，是憲宗长子惠昭太子李宁之母。
793年，李纯为唐德宗孙子，封广陵王，此时，纪氏生下了他的长子李宁。805年，李纯继位，是为憲宗。纪氏获得的正式封号是美人。其子李宁因是庶子，在祖父唐顺宗时只是广陵王、平原王，后封为邓王。唐憲宗爲了抑制外戚，沒有立嫡妻郭氏為皇后，仅册封为贵妃，也沒有立郭贵妃的兒子李宥為太子。元和四年（809年），唐宪宗在宰相李绛建议下册封纪美人之子李宁为太子。元和七年（812年），儿子李宁病逝，郭贵妃的兒子李宥在此后被立为太子。
在永乐大典残卷的唐会要逸文中记载宪宗有妃纪氏，如果纪美人与纪妃为一人，纪美人可能在儿子被封为太子后受封妃位。但没有其他资料可以佐证纪美人与纪妃为同一人。除此以外，史书没有纪美人更多的记载。